# Sjerogošte
Sjerogošte este un sat din comuna Kolašin, Muntenegru. Conform datelor de la recensământul din 2003, localitatea are 99 de locuitori (la recensământul din 1991 erau 83 de locuitori).

## Demografie
În satul Sjerogošte locuiesc 69 de persoane adulte, iar vârsta medie a populației este de 34,5 de ani (36,9 la bărbați și 31,9 la femei). În localitate sunt 27 de gospodării, iar numărul mediu de membri în gospodărie este de 3,67.
Populația localității este foarte eterogenă.
|  |

| Demografie | Demografie | Demografie |
| An         | Locuitori  | Locuitori  |
| ---------- | ---------- | ---------- |
|            |            |            |
|            |            |            |
|            |            |            |
|            |            |            |
| 1948       | 107        |            |
| 1953       | 101        |            |
| 1961       | 79         |            |
| 1971       | 102        |            |
| 1981       | 79         |            |
| 1991       | 83         | 83         |
| 2003       | 105        | 99         |

| \| Componența etnică conform recensământului din 2003[2] \| Componența etnică conform recensământului din 2003[2] \| Componența etnică conform recensământului din 2003[2] \| Componența etnică conform recensământului din 2003[2] \| Componența etnică conform recensământului din 2003[2] \| \| ----------------------------------------------------- \| ----------------------------------------------------- \| ----------------------------------------------------- \| ----------------------------------------------------- \| ----------------------------------------------------- \| \| \| \| \| \| \| \| Sârbi \| Sârbi \| \| 62 \| 62,62% \| \| Muntenegreni \| Muntenegreni \| \| 36 \| 36,36% \| \| Sloveni \| Sloveni \| \| 1 \| 1,01% \| \| necunoscută \| necunoscută \| \| 0 \| 0% \| |              |  |    |        |
| Componența etnică conform recensământului din 2003 |              |  |    |        |
| |              |  |    |        |
| Sârbi | Sârbi        |  | 62 | 62,62% |
| Muntenegreni | Muntenegreni |  | 36 | 36,36% |
| Sloveni | Sloveni      |  | 1  | 1,01%  |
| necunoscută | necunoscută  |  | 0  | 0%     |